# Rupanius carinatus
Rupanius carinatus (лат.) — вид жуков-долгоносиков из подсемейства Cyclominae (Listroderini), единственный в составе рода Rupanius. Встречаются в Южной Америке: Колумбия. Длина тела жуков от 5,3 до 6,6 мм. Рострум среднего размера; опушение состоит из щетинок и щетинковидных чешуек; переднеспинка поперечная; надкрылья почти прямоугольные, с килем на вершинном скате, диск слегка выпуклый, без антеапикального бугорка. Philippius включён в подтрибу Listroderina из трибы Listroderini и близок к родам Acroriellus, Acrorius, Acrostomus, Germainiellus, Antarctobius, Hyperoides, Listroderes, Lamiarhinus, Philippius, Methypora.
Вид был впервые описан в 1995 году.
Биология не изучена, питаются предположительно (как и близкие группы) листьями (имаго) и корнями растений (личинки).